# Bidens hendersonensis
Espèce
Synonymes
- Bidens hendersonensis var. subspathulata Sherff[2]

Bidens hendersonensis est une espèce de plantes herbacées du genre Bidens de la famille des Asteraceae.

## Liste des variétés
Selon World Register of Marine Species (8 janvier 2021) :
- variété Bidens hendersonensis var. hendersonensis Sherff
- variété Bidens hendersonensis var. oenoensis Sherff